# Drewno opałowe

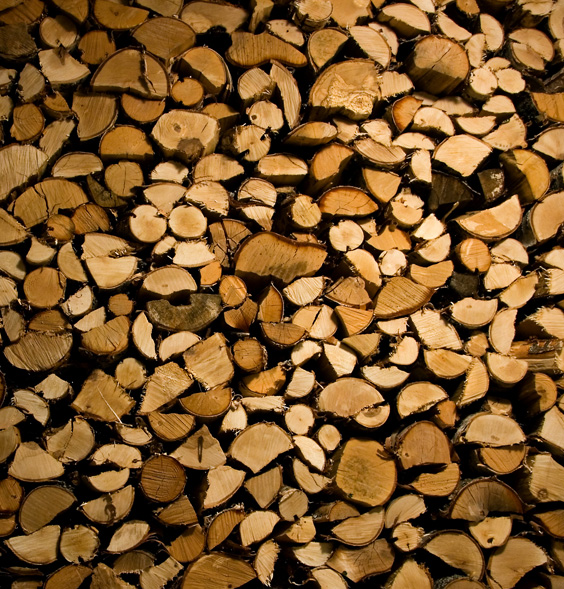
Drewno na opał

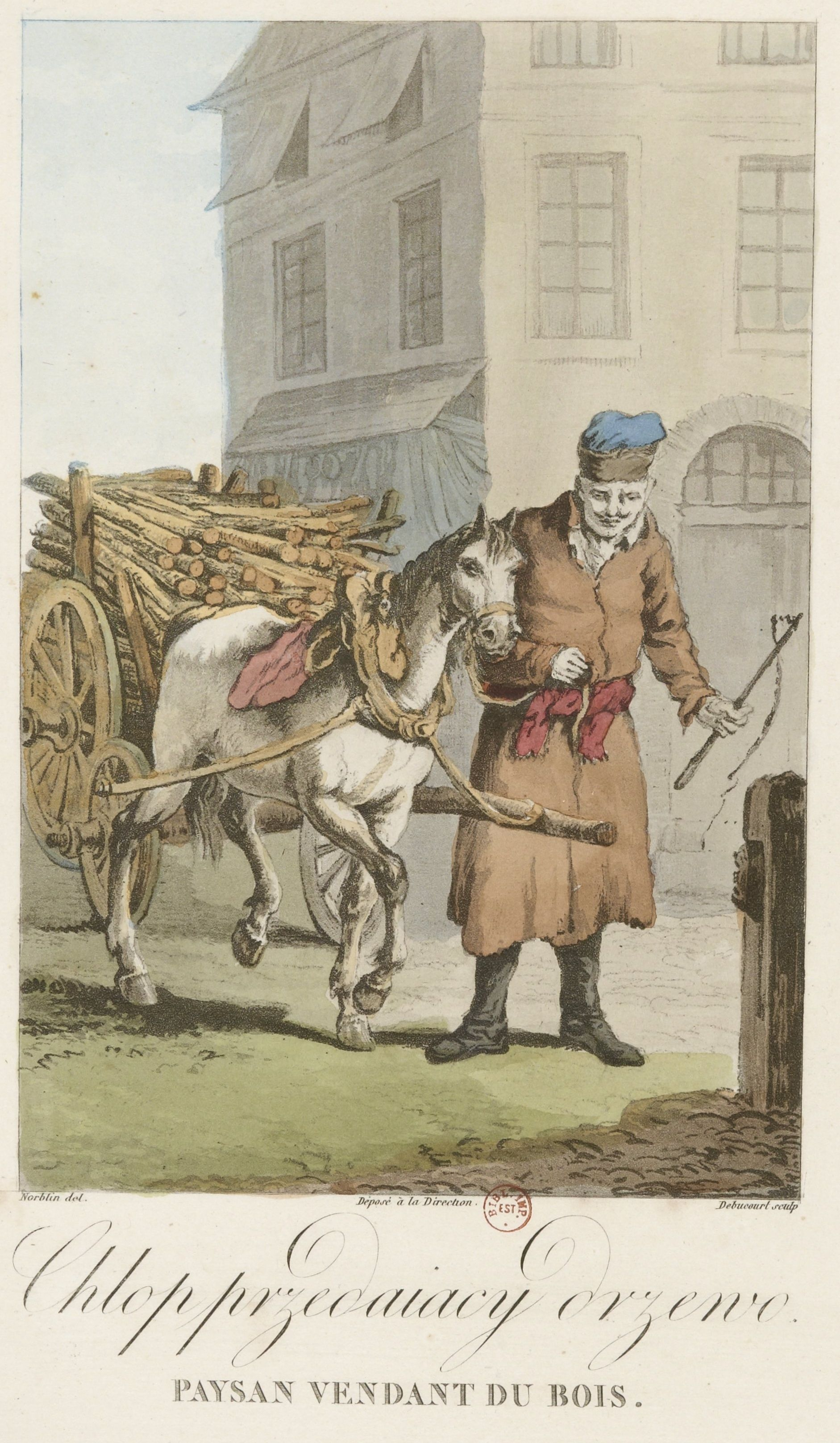
"Chłop przedający drzewo" przedstawiony na XVIII-wiecznym rysunku Jana Norblina

Drewno opałowe (drewno na opał) – drewno gromadzone i przetwarzane do wykorzystania na opał.

## Zastosowanie
Drewno zalicza się do odnawialnych źródeł energii. Do XIX wieku było najpopularniejszym paliwem na świecie; wyparte zostało podczas rewolucji przemysłowej przez węgiel kamienny, węgiel brunatny i olej opałowy (oraz inne pochodne ropy naftowej) o większej wartości opałowej. Ten surowiec drzewny może być pozyskiwany z lasów, jako drewno grube, a także drobne odpady drzewne o ograniczonych możliwościach wykorzystania w przemyśle, a także drewno opałowe pozyskiwane na plantacjach drzew szybko rosnących (tzw. plantacje energetyczne). Innym źródłem drewna opałowego mogą być zakłady przemysłu drzewnego (odpady w postaci opołów, trocin, zrębków, wiórów, odprysków, kory) oraz odpady komunalne (zużyte przedmioty drewniane). Drewno opałowe jest także wykorzystywane w formie przerobionej, w postaci brykietów czy pelletów.